# Captain Comic
The Adventures of Captain Comic (o solo Captain Comic) es un videojuego de plataformas clásico de 1988 para MS-DOS el cual es conocido por ser uno de los primeros juegos de desplazamiento lateral hecho para la IBM PC. Este fue creado completamente por Michael Denio. La versión para PC del juego fue distribuida como shareware. Luego una versión para el NES fue distribuida por Color Dreams como un título sin licencia. Una conversión no oficial para el SAM Coupé también existe . Este también fue clonado como "Pioneer Xenia" en 1990 por un equipo de programadores ucraniano.
En el videojuego, el jugador toma control del Captain Comic, quien esta en una misión para el planeta Tambi, para recuperar los tres tesoros robados del planeta Omsoc.
El juego fue regalado por freeware (más tarde, usado como un incentivo para la secuela comercial, Captain Comic II: Fractured Reality). Aunque ni el original, ni su secuela fueron éxitos comerciales, Captain Comic es más conocido por su significado histórico a los juegos clásicos de PC.
El tema de la canción Captain Comic fue tradicionalmente una versión del Himno del Cuerpo de Marines de los Estados Unidos. La canción fue cambiada en la Versión 5 (la versión final del juego, lanzada en 1991.

## Trama
El jugador, como Comic, llega tele transportado delante de un castillo en el planeta Tambi, donde comienza la búsqueda. Comic debe encontrar los siguientes tres objetos:
- The Mystical Gems of Lascorbanos
- The Thousand Coins of Tenure
- The Crown of the Ages

Para encontrarlos, el debe viajar a través de muchos ambientes variados, incluyendo:
- El bosque
- El lago
- Una luna cercana (con baja gravedad)
- Una estación espacial en la luna
- Una cueva oscura
- Un cobertizo de almacenamiento a la orilla del lago
- El interior de una gran computadora
- El interior del castillo

El videojuego termina cuando Comic posee los tres tesoros.